# Aurea (chanteuse)
Pour les articles homonymes, voir Aurea.
Áurea Isabel Ramos de Sousa, née le 7 septembre 1987 à Santiago do Cacém, plus connue sous le nom d'Aurea, est une chanteuse, auteure-compositrice et actrice portugaise. Elle est considérée comme la « reine de la musique portugaise » et/ou la « voix de la soul portugaise ».
Parmi ses influences, on trouve des noms tels qu'Aretha Franklin, Joss Stone, John Mayer, Amy Winehouse, James Morrison ainsi que Zero 7.

## Biographie

### Débuts (2008—2015)
Áurea explique qu'elle voulait être actrice dès son plus jeune âge et avoir suivi en 2005 des cours d'art dramatique à l'université d'Évora, où son ami Rui Ribeiro a découvert son talent pour la musique. Ensemble, ils enregistrent une démo, et la chanson Okay Alright est choisie pour faire partie de la bande sonore de la série Morangos com Açúcar. En 2008, elle collabore avec Vintém (ex-D'ZRT) sur le morceau É só conversa de son premier album solo. En décembre de la même année, ellz participe au concert Morangos Ao Vivo organisé au Pavilhão Atlântico, où elle chanté en direct le morceau Okay Alright et également des reprises de No One (en duo avec Vintém) et Valerie (en duo avec Cifrão).
Le premier album, éponyme, sorti le 27 septembre 2010, et atteint la première place des charts au Portugal, y restant pendant huit semaines consécutives. Rui Ribeiro est l'auteur de 9 des 10 chansons de son premier album, qui marque une nette influence pop et soul. L'album a été produit par João Matos et Ricardo Ferreira,. L'album Viva Elvis The Album, sorti le 9 novembre 2010, comprend une nouvelle reprise de Love Me Tender, dans un duo virtuel dans lequel la voix du King a été ajoutée à côté de celle d'Aurea.
En mai 2011, le talent d'Aurea est reconnu lors du gala des Globos de Ouro, où elle est récompensée dans la catégorie de la « meilleure interprète solo »,. En 2011, elle remporte la catégorie « meilleur acte portugais » des MTV Europe Music Awards,. Plus tard dans l'année, l'album Aurea - Ao Vivo no Coliseu dos Recreios est sorti. Elle enregistre une reprise de Dream A Litte Dream of Me pour une publicité TMN.
Le deuxième album studio, intitulé Soul Notes, sort le 26 novembre 2012. Le single principal, Scratch My Back, est lancé le mois précédent. L'album est produit par Blim Records et de bénéficie nouveau de la collaboration de Rui Ribeiro et Ricardo Ferreira,. La chanson Scratch My Back était destinée à la série brésilienne Malhação. Sa chanson Busy (for Me) était pour la telenovela Amor à Vida. Elle remporte de nouveau le prix de la meilleure chanteuse portugaise aux MTV Europe Music Awards 2012 et devient ainsi automatiquement nommée pour le prix du Worldwide Act qui a eu lieu le 11 novembre 2012 à Francfort, en Allemagne,.
En 2013, elle participe au Rock in Rio avec le groupe The Black Mamba. En 2014, elle participe à l'édition brésilienne du Rock In Rio conjointement avec Boss AC,,. En 2015, il a fait partie du jury de la 3e édition de The Voice Portugal.

### DeRestartàFrágil(depuis 2016)
Elle intègre à nouveau en 2016 le jury de la 4e édition du concours The Voice Portugal,. En mars 2016, elle sort l'album Restart qui a été produit par Cindy Blackman et Jack Davies, et enregistré à Las Vegas. L'album marque ses débuts en tant qu'auteure-compositrice, signant les titres Hold Me In Your Arms et Saint and Sinners. Restart comprend des chansons telles que I Didn't Mean It et Restart. Elle enregistre la chanson thème du générique du feuilleton A Impostora. Saint and Sinners était pour la série brésilienne Rock Story.
En 2017, elle enregistre une reprise de Starman lors de l'hommage à David Bowie organisé par David Fonseca. En septembre 2017, elle continue en tant que mentor sur la 5e édition du concours The Voice Portugal. En mai 2018, elle sort l'album Confessions où elle a voulu enregistrer certaines des histoires ou « secrets » qu'on lui a confiés à différents moments de sa vie. Confessions comprend des chansons comme Done With You et Thrill Seeker. En septembre 2018, elle continue en tant que mentor sur la 6e édition de l'émission The Voice Portugal. En 2019, après avoir parlé de vouloir revenir à la comédie, Aurea enregistre un court-métrage intitulé A Escritora et joue un rôle dans la télénovela Nazaré diffusée par SIC après avoir participé à la telenovela Alma e Coração diffusée sur la même chaîne. Cette même année, elle continue en tant que mentor dans l'émission The Voice Portugal, et forme avec Marisa Liz le groupe Elas. Le 27 septembre 2020, elle fait sa 6e édition en tant que mentor dans The Voice Portugal.
Frágil sort à la mi-avril 2021, et constitue la devise de son nouvel album. Composé par Agir, le nouvel album serait composé de chansons réalisées par des artistes de la nouvelle génération d'auteurs portugais.

## Discographie

### Albums studio
- 2010 : Aurea
- 2012 : Soul Notes
- 2016 : Restart
- 2018 : Confessions
- 2019 : 9 (Elas)
- 2021 : Frágil
- 2023:“Moods

### Album live
- 2011 : Aurea – Ao Vivo no Coliseu dos Recreios